# گانا (خواننده رپ)
سرجیو گیاوانی کیچنز (به انگلیسی: Sergio Giavanni Kitchens) (متولد ۱۴ ژوئن ۱۹۹۳)، که با نام هنری گانا (به انگلیسی: Gunna) شناخته می‌شود، خواننده و ترانه‌سرای آمریکایی است.

## اوایل زندگی
گانا در کالج پارک، جورجیا متولد شد. وی توسط مادرش بزرگ شده‌است و چهار برادر بزرگ‌تر نیز دارد. او از پانزده سالگی شروع به ساخت موسیقی کرد.